# 根室拓殖鐵道
根室拓殖鐵道（日语：／）一條連接北海道東部根室市根室站（與國鐵/JR根室站不同位置）至根室半島南岸花咲郡齒舞村（現時：根室市）齒舞站之間的軌道路線（後來變為鐵路）。以及為一家鐵路公司。成為日本國內有史以來於最東端行走的鐵路公司。
由於在該處的道路狀態惡劣，為了運送來自齒舞的昆布等海產而建設鐵路線連接齒舞至根室之間。由於在北海道東端根室半島的環境比較極端，會發生嚴寒和積雪現象，加上受到大海影響的鹽害和軟土問題，使路基極度脆弱，由始至終的經營都比較困難。在1948年（昭和23年）起，實際上由齒舞村有力人士經營。
在1959年（昭和34年），隨著齒舞村與根室市合併，鐵路線被廢除，並且轉型為巴士公司，後來經過合併變成現時的根室交通。

## 公司概要
跟據《交通年鑑》昭和32年度版，以下為公司概要。
- 資本：250萬日圓
- 客車（柴油列車）：3架
- 貨車：7架
- 公司人數：14名
- 營業收入：869萬6千日圓（當中車費收入 696萬9千日圓）
- 營業費：981萬4千日圓
- 營業係數：112
- 總部所在地：根室市有磯町2-8
- 代表人士：佐野 信

## 歷史
- 1927年（昭和2年）4月23日 - 批出特許狀（根室郡根室町至花咲郡齒舞村之間）[3]
- 1928年（昭和3年）5月25日 - 根室拓殖軌道株式會社成立[4][5][6]。
- 1929年（昭和4年）
  - 10月16日[7][注 1] - 根室至婦羅理之間開業。
  - 12月27日 - 婦羅理至齒舞之間開業。
- 1932年（昭和7年）
  - 6月20日 - 批出特許狀（花咲郡齒舞村大字齒舞村字齒舞-同村大字珸瑤瑁村字鳥戶石）[9]
  - 8月25日 - 批准使用汽油作為車輛動力[10]。實際上在前年已經在未有許可情況下使用汽油列車行走。
- 1945年（昭和20年）4月1日 - 路線被監管的法律由軌道法（日语：軌道法）變為地方鐵道法（日语：地方鉄道法），公司名改為根室拓殖鐵道[11][12]。
- 1949年（昭和24年） - 增備兩架單端式汽油列車[11]。
- 1953年（昭和28年） - 車隊編號重組[11]。
- 1959年（昭和34年）
  - 6月20日 - 鐵路線暫停營業[注 2]。
  - 8月3日 - 運輸審議會進行鐵監第734號「關於根室拓殖鐵道株式會社地方鐵道運輸營業廢除許可申請」的諮詢[14]。
  - 8月28日 - 運輸審議會發表「批准廢除是恰當的」[14]。
  - 9月21日 - 鐵路線被廢除。
- 1961年（昭和36年）7月1日 - 合併為根室交通。

## 路線

### 路線資料
- 營業區間：根室至齒舞
- 路線距離（營業距離）：15.5公里
- 車站數目：5座（另外設有3座臨時乘降場）
- 軌距：762毫米
- 雙線區間：沒有（全線單線。3座列車交會車站）
- 電氣化區間：沒有（全線非電氣化（日语：非電化））
- 動力：蒸氣、內燃機
- 閉塞方式：路籤閉塞式（實際運行上為在各站之間使用電話聯絡）
- 最大坡度：40‰[2]
- 最小曲線半徑：有一些區間設有急彎[2]

### 運行概要
- 班次數目：客運列車方面，每日共有3個往返班次（1934年11月修正一刻）、4個往返班次（1956年9月）
- 所需時間：全線需時60分鐘
- 列車的行走速度只有約10km/h[15]。
- 在早上和黃昏繁忙時間，列車會連續行走多個班次[15]。

由於建設軌道時的路基比較差，加上積雪等原因，常常發生列車出軌。當列車在途中出軌，司機需要步行數小時前往車站，以進行修復作業。因此不按時間表行走與遲點已經是家常便飯。
在根室市（當時）高等學校上課的學生在下課時間，由於下行列車載客量超出預定的數目，因此在當時的單邊式汽車列車後方牽引一架敞車以運載乘客。

### 車站列表
根室站(0.0km) –  友知站(5.8km) –  共和學校臨時乘降場 –  沖根婦站(9.5km) –  沖根部臨時乘降場 –  引臼臨時乘降場 –  婦羅理站(13.5km) –  歯舞站(15.1km)
- 根室拓殖鐵道的根室站與國鐵/JR的根室站位於不同位置。根室拓殖鐵道的根室站是在根室交通有磯營業所。
- 齒舞站是日本鐵路史上最東端車站（不論戰前和戰後），這是由於千島列島和南鳥島沒有鐵路線。另外，根室拓殖鐵道曾經計劃把路線向東延伸7.2公里處的鳥戶石[9]。

### 沿線
（此節參考自《鐵道迷》1975年5月號的p.65-67）
- 鐵路線會穿過田野、山丘和濕地，沿線人煙稀少。
- 在離開根室站後，鐵路線會透過橋樑跨越國鐵路軌。

## 車輛
在開業時，公司從東京的小島榮次郎工業所購入二手車輛。包括2架蒸氣機車、2架客車、7架貨車（當中2架棚車、5架敞車）。

### 汽油列車
關於根室拓殖鐵道所引入的汽油列車，從開業至廢線之間只有3架。在戰前從日本車輛製造東京支店引入一架客運車輛。在戰後，從札幌市田井自動車工業引入客運車輛和貨運車輛各1架。戰後的2架車輛是日本在第二次世界大戰後首兩架新製的汽油列車。
所有列車都裝上汽油引擎。由於各個列車只有一邊的駕駛台，因此基本上只可以單方向行走。在調頭時需要使用轉車盤等設備。各架列車都是極為稀有，這是由於製造新車，以及引入後進行改造時經過許多波折。

### 蒸氣機車
（本節參考自《輕便鐵道》p.54和《鐵道迷》1996年12月號的p.85, p.86）

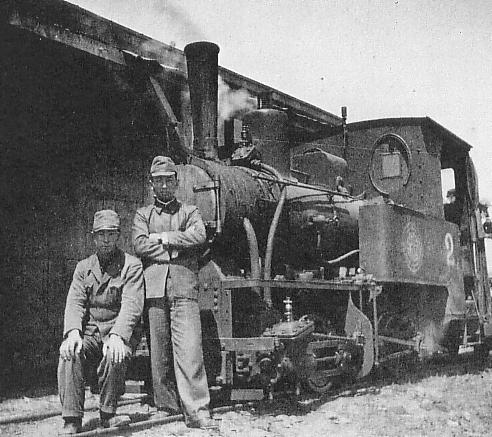
根室拓殖軌道的蒸氣機車。克勞斯製造的2號機

- 1：由雨宮製作所（日语：雨宮製作所）製造（製造編號（日语：製造番号）229），6噸重，B形水櫃式機車（日语：タンク機関車），1919年（大正8年）製造。估計為前日本製鐵釜石19。
- 2：由克勞斯製造（製造編號4086），8噸重，B形水櫃式機車（在竣工圖中顯示由波特製造），1900年製造。前上野鐵道6。
- 5（第一代）：製造商不詳，10噸重
- 5（第二代）：W.G. Bagnall（日语：W・G・バグナル）製造（製造編號1656），9噸重，C形水櫃式機車，1894年製造。前日本製鐵釜石C91。
- 6：Andrew Barclay & Sons Co.（英语：Andrew Barclay & Sons Co.）製造，9噸重，C形水櫃式機車，1911年製造。前日本製鐵釜石C92。

沒有3號機和4號機。蒸氣機車在1951年（昭和26年）起停止使用，這些機車最被被拆毀。在1952年（昭和27年）8月9日報廢。而1號機早於1945年（昭和20年）被賣去。

### 客車
（本節參考自《輕便鐵道》p.54和《鐵道迷》1996年12月號的p.86）
- HaBuHo1、HaBuHo2：1923年（大正12年）由雨宮製作所（日语：雨宮製作所）製造。轉架車（日语：ボギー車），開放式甲板。車長7米，可載客40名。隨著增備汽油列車而在1951年（昭和26年）退役。以車輛形態看來，車輛的實際製造年份比官方的還要久遠。在考查車輛的尺寸後，認為該車輛與1923年改軌距的遠州電氣鐵道車輛相同[18]。

### 貨車
在1934年開業時，原本有5架敞車（轉架車），當中4架被拆毀。並使用這些拆毀的零件製作為兩軸敞車To11-18。同年公司也製作了兩軸敞車To1-6。另外在1932年（昭和7年）購入Shi3和日本車輛製造的兩軸敞車Ko1。
- 敞車（兩軸）：此鐵路是使用汽油列車拉動敞車，乘客和行李都乘在敞車上。在下雨的日子，車內會設置天篷。該敞車沒有編號[19]。
- 轉架車：當初的編號前綴為「ChiKi」[20]。

### 車輛數目的變化
| 年度      | 機車 | 內燃車 | 客車 | 貨車 | 貨車 |
| 年度      | 機車 | 內燃車 | 客車 | 有蓋 | 無蓋 |
| --------- | ---- | ------ | ---- | ---- | ---- |
| 1929-1931 | 2    |        | 2    | 2    | 5    |
| 1932-1934 | 2    | 1      | 2    | 2    | 6    |
| 1935      | 2    | 1      | 2    | 2    | 11   |
| 1936      | 2    | 1      | 2    | 2    | 12   |
| 1937      | 2    | 1      | 2    | 2    | 16   |
| 1947      | 4    | 1      | 2    | 1    | 1    |
| 1949      | 4    | 2      | 2    | 0    | 1    |
| 1952      | 0    | 3      | 0    |      | 9    |
| 1954      |      | 3      |      |      | 7    |
| 1958      |      | 3      |      |      | 7    |

- 參考自各年度版的《鐵道統計資料》和《鐵道統計》，以及高井薰平的（Neko出版，1997年）212頁。

## 其他

### 插曲
（本節參考自《鐵道迷》1975年5月號的p.65）
- 在廢線前，預定讓巴士行走的道路被當地人稱為「算盤道路」。這是由於在該處的路面還未鋪裝，路面凹凸不平，就像算盤珠一樣。
- 在蒸氣機車時代，由於車輛行走緩慢，加上煤煙問題，使乘坐不太願意乘車前往齒舞。但是由於鐵路以外已經沒有其他交通工具，因此納沙布顯然變成一座陸上孤島。
- 一個機車司機看見國鐵的犁式除雪車，便製作了一架犁式除雪車並嘗試行走。

### 廢線遺址

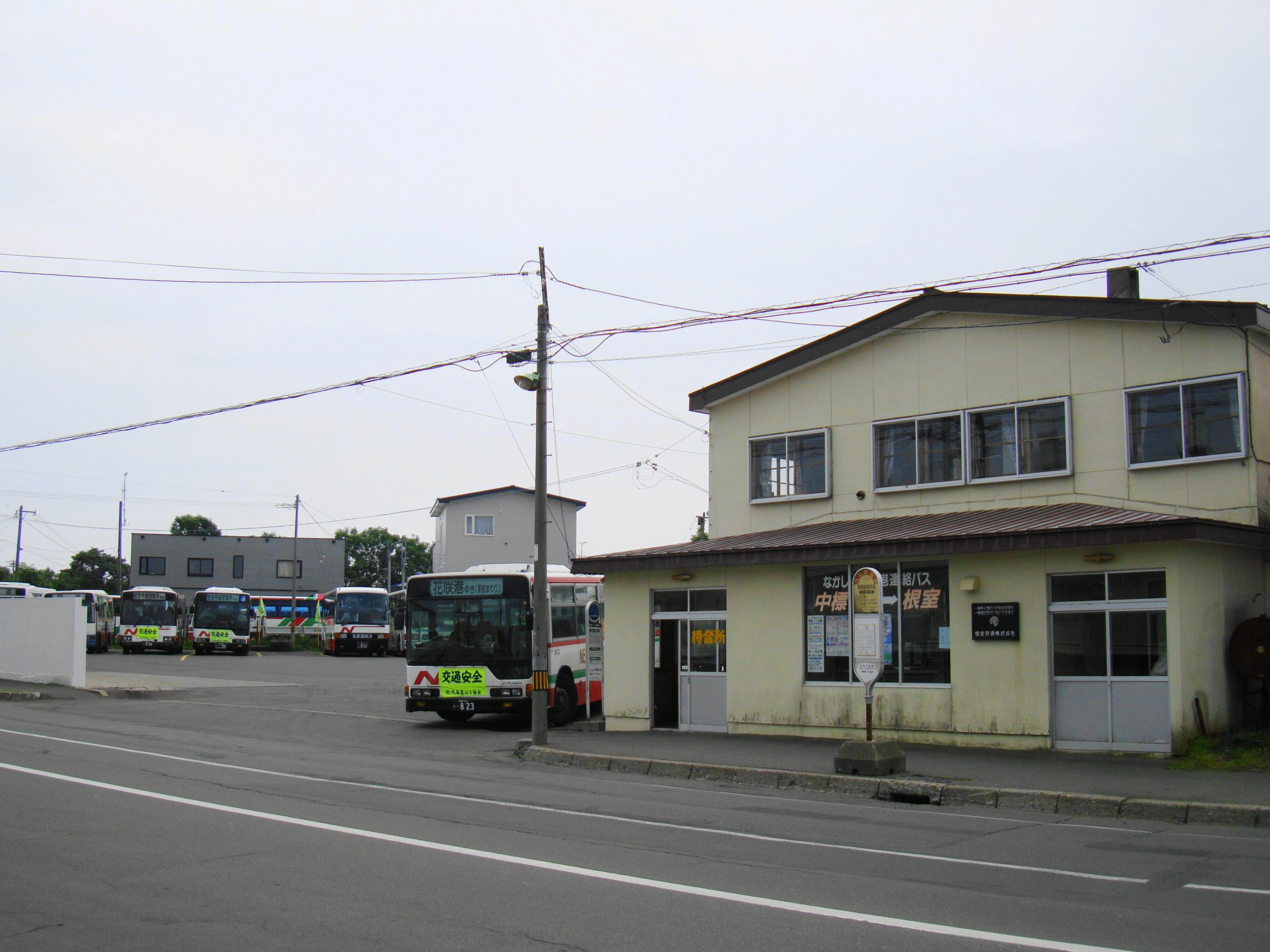
根室站遺址（根室交通有磯營業所・2010年8月）

（本節參考自《鐵道迷》1997年1月號的p.86-89）
- 根室站：變成根室交通有磯營業所（截至1995年）。
- 橋面（根室至友知之間）：由於風化而倒塌，遺址可看見殘骸（截至1995年10月）。
- 橋（根室至友知之間，端谷川）：還存在（截至1996年1月）。
- 友知站：混凝土製站舍還存在（截至1996年5月）。
- 路堤（友知至沖根婦之間）：還存在（截至1996年3月）。
- 路堤（沖根婦至沖根部（臨）之間）：還存在（截至1996年1月）。
- 路堤（沖根部（臨）至引臼（臨）之間）：還存在（截至1996年3月）。
- 河上的混凝土（婦羅理至齒舞之間）：還存在（截至1995年10月）。
- 齒舞站：變成齒舞診所（截至1996年1月）。

## 注腳

## 相關文獻
書籍
- 交通協力會出版部 編集 (编). . 昭和22-45年版. 交通協力會（日语：交通新聞社#交通新聞社（初代）） （日语）.

雜誌
- 青木榮一（日语：青木栄一 (地理学者)）. . 鐵道畫刊（日语：鉄道ピクトリアル） (鐵道圖書刊行會（日语：電気車研究会）) （日语）.

## 外部連結
- 到訪根室拓殖鐵道  （页面存档备份，存于）（日語）
- 田井自動車工業 （页面存档备份，存于）（日語） - 製造此鐵路汽油列車的公司